# Eupithecia subscriptaria
Eupithecia subscriptaria är en fjärilsart som beskrevs av Louis Beethoven Prout 1917. Eupithecia subscriptaria ingår i släktet Eupithecia och familjen mätare. Inga underarter finns listade i Catalogue of Life.